# 昌原君
昌原君李晟（韓語：창원군 이성，昌原君 李晟，1458年—1484年），朝鲜世祖四子，母谨嫔朴氏。1467年封昌原君。他性格暴戾，不为世祖所钟爱。1484年逝世，年二十六。

## 家人
- 德阳郡夫人交河卢氏 덕양군부인 교하 노씨 , 赞成卢好慎노호신的女儿。
- 光城郡夫人光州郑氏 광성군부인 광주 정씨  。贈左贊成郑益 정익的女儿。
- 郡夫人韩氏 군부인 청주 한씨，判官韩儹禹한찬우 的女儿。

### 嗣子
- 德津君李濊 덕진군(1469-1521)字源之, 德源君李曙次子， 母林川郡夫人庆州金氏。昌原君李晟嗣子。